# Angelika Klüssendorf
Angelika Klüssendorf, född 26 oktober 1958 i Ahrensburg, är en tysk författare. Hon växte upp i Leipzig i dåvarande Östtyskland, men flyttade till Västtyskland 1985 och är idag bosatt på landsbygden söder om Berlin.
Klüssendorf är utbildad agrartekniker och mekaniker och grundade i början på 80-talet en litteraturtidskrift. Hon debuterade som författare 1990 med boken Sehnsüchte (Längtan). Därefter har hon gett ut tre romaner, tre novellsamlingar och pjäser för teatern. Två av hennes böcker har utgivits på svenska av Bokförlaget Thorén & Lindskog. 2011 nominerades hon till Tyska bokpriset för Das Mädchen (Flickan). 2014 tilldelades Angelika Klüssendorf Hermann-Hesse-Literaturpreis för romanen April.